# Prefektura (administracja)
Prefektura – jednostka administracyjna podstawowego podziału administracyjnego w Japonii, Czadzie (1960–1999), Grecji (tzw. nomos do końca 2010 roku), Rwandzie, ChRL i Republice Środkowoafrykańskiej. W starożytności była to jednostka podziału terytorialnego w cesarstwie rzymskim (zob. prefektura (starożytność)). W Kościele katolickim prefekturą apostolską nazywa się część Ludu Bożego, która z racji szczególnych okoliczności nie została jeszcze ukonstytuowana jako diecezja. 
Również urząd prefekta i tytuł prefekta.